# 量産型ティーン
「量産型ティーン」（りょうさんがたてぃーん）は、焚吐の5枚目のシングル。2018年10月31日にビーイングから発売された。

## 解説
焚吐は本作について、「胸を抉られるような痛みも逡巡も“テンプレ”の一言で片付けられることに常々憤りを感じていました」と自身の思いを明かしつつ、「十代、二十代の皆さんが自分という存在を誇るための足掛かりになれば幸いです」とコメントしている。
初回限定盤には「焚吐 リアルライブ・カプセル Vol.3 〜解放運動〜」のツアーファイナル SHIBUYA WWW公演をアンコール含む全曲収録したライブ映像とツアーメイキング映像を収録したDVD付。
カップリング「魔法使い」は亡き母への想いを制作した。

## 収録曲
全曲　作詞・作曲：焚吐

### 初回盤
1. 量産型ティーン
編曲：薮崎太郎
2. 魔法使い
編曲：KOUICHI
3. トウメイニンゲン
編曲：鮎京春輝

### 通常盤、Tシャツ盤
1. 量産型ティーン
2. 魔法使い
3. トウメイニンゲン
4. 魔法使い ‐Live_Ver.‐